# Митре Арсовський
Митре Арсовський — македонський військовий генерал, перший начальник Генерального штабу Армії Республіки Македонія (1992–1993).

## Біографія
Арсовський народився 11  1936 року в селі Старий Град на Азоті, сьогодні в муніципалітеті Каска. Початкову та середню освіту здобув у рідному місті. У 1960 році закінчив Військову академію Сухопутної армії ЮНА. Потім закінчив командно-штабну академію ЮНА. У 1978 році закінчив школу національної оборони ЮНА.
Військову кар’єру в Югославській народній армії розпочав у 1960 році у званні лейтенанта артилерії. З 1960 по 1972 рік служив у Белграді, де з 1960 по 1968 рік був командиром взводу, а з 1968 по 1972 рік — командиром батареї. У 1963 році присвоєно звання лейтенанта, у 1966 році — капітана, а в 1969 році — капітана 1-го класу. У 1965 році нагороджений орденом «За бойові заслуги» зі срібними мечами, а в 1969 році — орденом Народної армії зі срібною зіркою. У 1972 році був переведений до Бітоли і призначений командиром дивізії. У 1973 році йому присвоєно звання майора. У 1974 році нагороджений орденом «За бойові заслуги» із золотими мечами. У 1974 році був переведений до Прилепа, де був командиром полку. У 1977 році йому присвоєно звання підполковника. У 1978 році, після закінчення Школи національної оборони, був переведений до Скоп'є, де він був службовцем оперативного навчання. У 1979 році нагороджений орденом Народної Армії із золотою зіркою. У 1980 році був переведений у Вране і призначений командиром бригади. У 1981 році йому присвоєно звання полковника. З 1982 по 1985 — начальник штабу дивізії в Куманово. У 1985 році нагороджений орденом «За заслуги перед народом» із золотою зіркою. Того ж року він знову був призначений на службу в Скоп'є і був призначений командиром дивізії. З 1986 по 1987 рік знову служив у Куманово. З 1987 по 1990 рік був начальником штабу Корпусу в Крагуєвці. У 1988 році йому присвоєно звання генерал-майора та нагороджено орденом «За бойові заслуги» з майором зіркою. У 1990 році повернувся до Скоп'є і був призначений помічником командира тилу. З 1991 по 1992 рік був начальником штабу, заступником командувача 3 армійської області.
Присвоєно звання генерал-лейтенанта, 16 березня 1992 року Арсовський був призначений першим начальником Генерального штабу Армії Республіки Македонія. Арсовський був начальником Генерального штабу армії до 3 березня 1993 року, коли його змінив генерал-лейтенант Драголюб Боцінов, після чого пішов у відставку.
Указом № 32 від 26 липня 2012 року Президент Республіки Македонія Георге Іванов нагородив генерал-лейтенанта Арсовського орденом «За бойові заслуги» як першого начальника Генерального штабу АРМ.

## Військові звання
- Підпоручик від артилерії (1960)
- Поручник (1963)
- Капітан (1966)
- Капітан 1 класу (1969)
- Майор (1973)
- Підполковник (1977)
- Полковник (1981)
- Генерал-майор (1988)
- Генерал-лейтенант (1992)

## Прикраси та визнання
Примітка: список нагород і нагород може бути неповним.
- Орден «За бойові заслуги» зі срібними мечами  (1965)
- Орден Народної Армії зі срібною зіркою  (1969)
- Орден «За бойові заслуги» із золотими мечами  (1974)
- Орден Народної Армії із золотою зіркою  (1979)
- Орден «За заслуги перед народом» із золотою зіркою  (1985)
- Орден «За бойові заслуги» з великою зіркою  (1988)
- Орден бойових заслуг  (2012)

## Зовнішні посилання
- Генерал-лейтенант Митр Арсовський [Архівовано 17 січня 2022 у Wayback Machine.] на сайті Армії Республіки Північна Македонія. Архивирано 17 січня 2022 року.